# 오향분

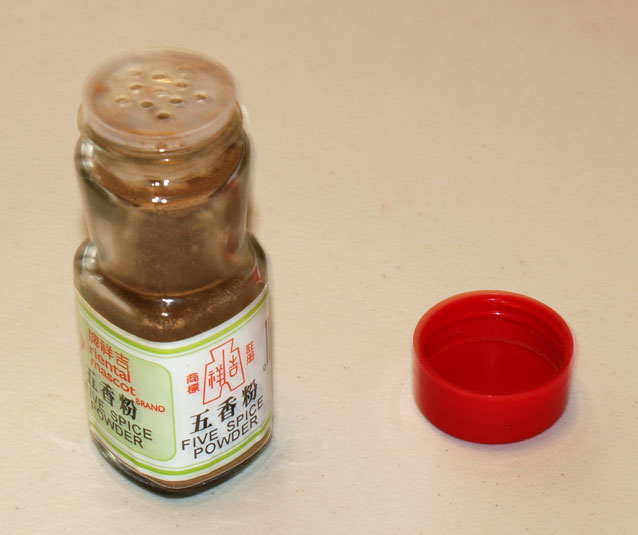
오향분

오향분(중국어: 五香粉, 병음: wǔxiāngfěn)은 중국을 대표하는 배합 향신료이다.

## 재료

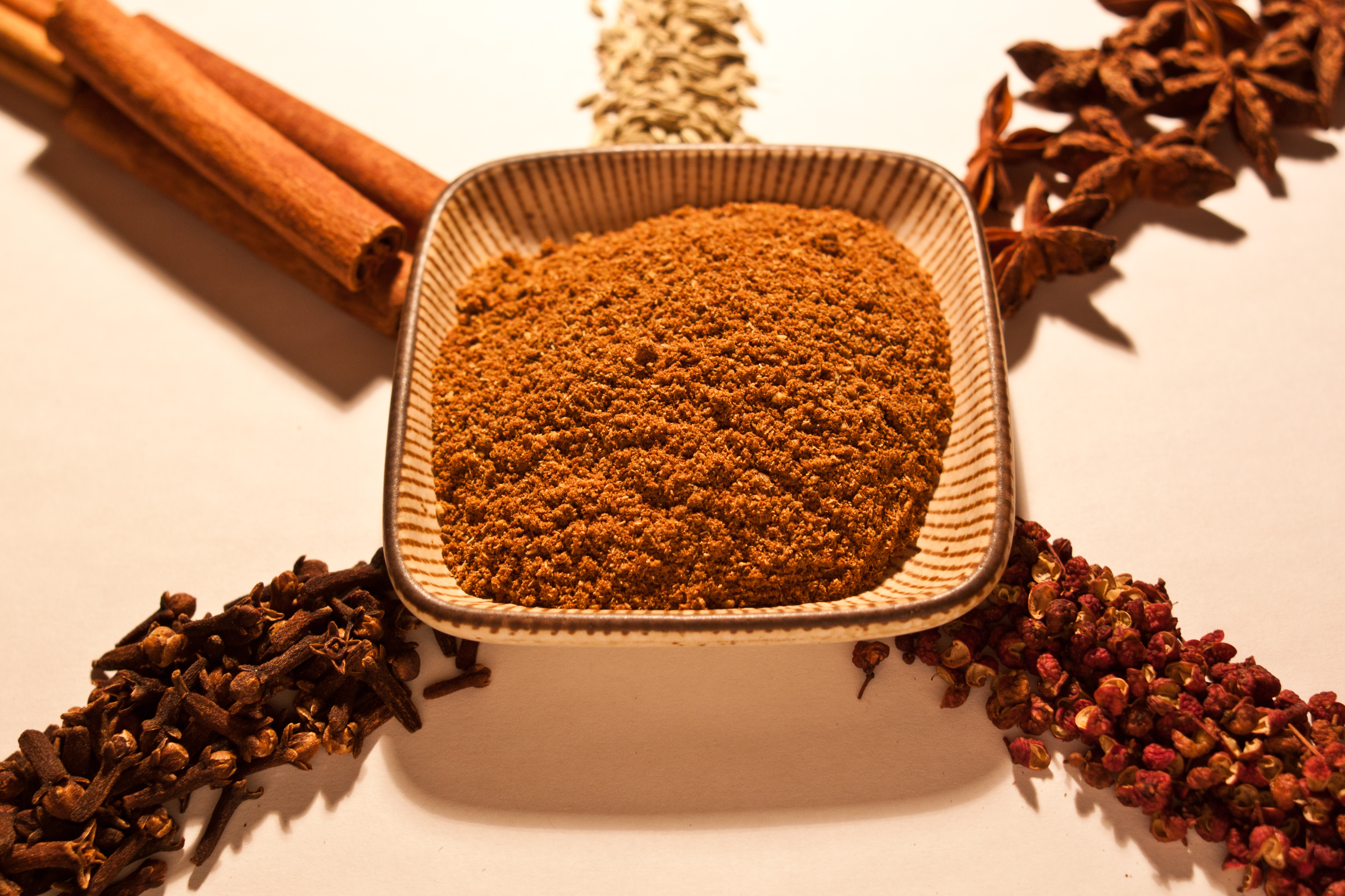
오향분(중앙)의 일반적인 재료는 (왼쪽 위에서 시계방향으로) 계피, 회향 씨, 팔각, 화자오, 정향이다.

여러 재료를 섞어 만들지만 일반적으로 사용되는 재료는 다음과 같다:
- 계피(중국어: 肉桂, 병음: ròu guì)
- 회향 씨(중국어: 小茴香, 병음: xiǎo huí xiāng)
- 팔각(중국어: 八角, 병음: bā jiǎo)
- 화자오(중국어: 花椒, 병음: huā jiāo)
- 정향(중국어: 丁香, 병음: dīng xiāng)

## 같이 보기
- 커리 가루
- 허브 및 향신료 목록
- 팡치 포론
- 시치미토가라시